# 政党重组
政党重组（英語：party realignment）是政治学中的术语，意指民主国家政治系统中发生的重大格局性变化。此词通常被专门应用于美国选举，但在形容其他国家政治时也可适用。

## 簡介
政党重组通常意味着一国政党制度的彻底改变，比如原有的多数党或政党联盟被击败并瓦解，被新崛起的原少数党取代。

### 美國
一个例子就是美国1828年大选后从第一政党体系到第二政党体系的转换——自美国建国后便占据政治舞台相互抗争的联邦党和民主共和党彻底灭亡，由新的民主党和辉格党为主要党派的第二政党体系开始。直到美国内战又再次将这一制度打破，因废奴而崛起的共和党最终取代辉格党成为了与民主党抗争的主要政党，开启了美国第三政党体系。政党重组通常都伴随重大国家危机出现，由人民对现有多数党的不满促成，比如1929年的经济大萧条就终结了美国共和党自南北内战后对全国（除原南方邦联州）72年的多数派统治（即第四政党体系），富兰克林·罗斯福领导的新政联盟和其背后的民主党压过了共和党，再次成为了美国的多数党，第五政党体系也随即开始。一直持續至1960年代，期間民主黨一直長期勝出總統和國會選舉，並長期控制國會，僅在1947至1949年和1953至1955年失去控制權。自1980年羅納德·雷根勝出總統大選以後，第六政党体系開始，共和黨開始勝出較多總統和國會選舉，經濟政策由新政自由主義轉向新自由主義，南部轉為支持共和黨，西岸和東北部轉為支持民主黨。

### 英國
英國在1859至1922年期間，自由党和保守党為國會兩大政黨，1922年後，自由黨的政治地位被工党取代，自由黨成為第三大黨，後於1988年和工黨分裂出的社會民主黨合併為自由民主黨。

### 日本
日本在55年體制後，自由民主黨和日本社會黨為兩大政黨，其中自民黨長期是執政黨，而社會黨長期是第一大在野黨。1993年自民黨首次失去政權，在野政黨組成八黨聯盟執政，但執政僅11個月就下台。1994年，社會黨因與自民黨組成聯合政府並改變原有主張導致流失大量支持，其後社會黨的政治地位由民主黨取代。民主黨在2009年擊敗自民黨取得政權，但執政僅3年於2012年下台，民主黨其後分裂為多個政黨，現時前民主黨成員多加入立憲民主黨和國民民主黨，而自民黨則長期維持執政黨地位，並和公明黨組成聯合政府。